# Elecciones provinciales de Jujuy de 1918
Las elecciones generales de la provincia de Jujuy de 1918 tuvieron lugar el domingo 4 de marzo del mencionado año con el objetivo de restaurar la autonomía de la provincia tras la intervención federal realizada por el gobierno de Hipólito Yrigoyen, de la Unión Cívica Radical (UCR), contra el gobierno de Mariano Valle, del opositor Partido Provincial (PP). Fueron las terceras elecciones provinciales jujeñas en las que se empleó el voto secreto, y debido a la intervención federal, debían elegirse todos los cargos de la provincia, desde el Gobernador hasta los 18 escaños de la Legislatura Provincial.
Horacio Carrillo, candidato de la UCR, oficialista a nivel nacional, obtuvo una victoria holgada con el 53.99% de los votos contra Mateo Córdova, también radical pero de un sector opositor a Yrigoyen, que era a su vez apoyado por el conservadurismo provincial en una coalición. Carrillo se impuso en la mayoría de los departamentos, y el radicalismo yrigoyenista obtuvo 15 de los 18 escaños legislativos. La participación fue del 65.94% del electorado registrado. Carrillo asumió su cargo el 5 de abril de 1918, al mismo tiempo que los legisladores electos, consagrándose como el primer gobernador radical de Jujuy.

## Resultados

### Gobernador

#### Nivel general
|  | 53.99 % |

|  | 46.01 % |

|  | 97.61 % |

|  | 2.39 % |

|  | 100.00 % |

|  | 65.94 % |

#### Resultados por departamento
| Departamento   | Carrillo (UCR) | Carrillo (UCR) | Córdova (PRR) | Córdova (PRR) | En blanco |
| Departamento   | Votos          | %              | Votos         | %             | En blanco |
| -------------- | -------------- | -------------- | ------------- | ------------- | --------- |
| Capital        | 1.151          | 56,48%         | 887           | 43,52%        | 59        |
| Cochinoca      | 533            | 60.78%         | 344           | 39,22%        | 14        |
| El Carmen      | 449            | 52,76%         | 402           | 47,24%        | 19        |
| Humahuaca      | 469            | 53,11%         | 414           | 46,89%        | 25        |
| Ledesma        | 511            | 56,53%         | 393           | 43,47%        | 32        |
| Rinconada      | 190            | 60,13%         | 126           | 39,87%        | 12        |
| San Antonio    | 182            | 54,63%         | 151           | 45,37%        | 9         |
| San Pedro      | 452            | 43,84%         | 579           | 56,16%        | 15        |
| Santa Bárbara  | 107            | 61,49%         | 67            | 38,51%        | 6         |
| Santa Catalina | 181            | 40,22%         | 269           | 59,78%        | 4         |
| Tilcara        | 282            | 52,32%         | 257           | 47,68%        | 9         |
| Tumbaya        | 249            | 54,73%         | 209           | 45,63%        | 11        |
| Valle Grande   | 209            | 60,23%         | 138           | 39,77%        | 11        |
| Yavi           | 406            | 54,28%         | 341           | 45,72%        | 23        |
| Total          | 5.370          | 53,99%         | 4.577         | 46,01%        | 274       |

### Legislatura Provincial

#### Nivel general
| Partido | Partido                    | Bancas    | Bancas    | Bancas  |
| Partido | Partido                    | 1918-1920 | 1918-1922 | Totales |
| ------- | -------------------------- | --------- | --------- | ------- |
|         | Unión Cívica Radical (UCR) | 8/9       | 7/9       | 15/18   |
|         | Partido Radical Rojo (PRR) | 1/9       | 2/9       | 3/18    |
| Total   | Total                      | 9         | 9         | 18      |

#### Diputados electos por departamento
| Departamento   | Partido | Partido                    | Bancas | Electos                                                      |
| -------------- | ------- | -------------------------- | ------ | ------------------------------------------------------------ |
| Capital        |         | Unión Cívica Radical (UCR) | 3/3    | - Víctor M. Silvetti - Ignacio Carrillo - Francisco M. López |
| El Carmen      |         | Unión Cívica Radical (UCR) | 2/2    | - José D. Rodríguez - Eloy G. Orías                          |
| San Pedro      |         | Partido Radical Rojo (PRR) | 2/2    | - Juan B. Cuevas - Claudio Revoux                            |
| Humahuaca      |         | Unión Cívica Radical (UCR) | 1/1    | Moisés Uro                                                   |
| Cochinoca      |         | Unión Cívica Radical (UCR) | 1/1    | Teodosio Carrizo                                             |
| Tilcara        |         | Unión Cívica Radical (UCR) | 1/1    | Manuel F. Corte                                              |
| Tumbaya        |         | Unión Cívica Radical (UCR) | 1/1    | Pedro J. Obelar                                              |
| Yavi           |         | Unión Cívica Radical (UCR) | 1/1    | Bernabé Cáceres                                              |
| Santa Catalina |         | Partido Radical Rojo (PRR) | 1/1    | Teodoro S. Saravia                                           |
| Rinconada      |         | Unión Cívica Radical (UCR) | 1/1    | Raúl Bustamante                                              |
| Ledesma        |         | Unión Cívica Radical (UCR) | 1/1    | Julio Bracamonte                                             |
| Valle Grande   |         | Unión Cívica Radical (UCR) | 1/1    | Eduardo A. Basail                                            |
| Santa Bárbara  |         | Unión Cívica Radical (UCR) | 1/1    | Rodolfo Ceballos                                             |
| San Antonio    |         | Unión Cívica Radical (UCR) | 1/1    | Benjamín Villafañe                                           |